# Апер Арлингтон (Охајо)
Апер Арлингтон (енгл. Upper Arlington) град је у америчкој савезној држави Охајо.

## Демографија
По попису из 2010. године број становника је 33.771, што је 85 (0,3%) становника више него 2000. године.
| Група             | 2000.          | 2010.          |
| Белци             | 31.647 (93,9%) | 30.726 (91,0%) |
| Афроамериканци    | 200 (0,6%)     | 269 (0,8%)     |
| Азијати           | 1.185 (3,5%)   | 1.665 (4,9%)   |
| Хиспаноамериканци | 330 (1,0%)     | 547 (1,6%)     |
| Укупно            | 33.686         | 33.771         |